# A day in the life
A day in the life er en dansk spillefilm fra 1982 instrueret af Vlado Oravsky efter eget manuskript.

## Handling
Familien Christensen lander i Kastrup Lufthavn efter en vinterferie. På vejen fra lufthavnen i familiens bil, bliver de påkørt af en benzin-tankbil bagfra. Familiens bil bryder i brand, og de involverede kommer voldsomt til skade. Datteren skal have transplanteret et organ for at kunne overleve trafikulykken. Moderen er dog selv for svært skadet til at kunne donere, og faderen får at vide, at han ikke er pigens rigtige far. Han får 24 timer til at finde den biologiske far. På samme tidspunkt bliver et fly kapret, og myndighederne forhandler med kaprerne for at redde flypassagerernes liv. Disse to fortællinger flettes sammen.

## Medvirkende
- Ann-Mari Max Hansen
- Solbjørg Højfeldt
- Jørgen Kiil
- Jesper Langberg
- Rikke Storm
- Louis Miehe-Renard
- Berrit Kvorning
- Niels Hinrichsen